# Ubaldo Melo
Ubaldo Bezerra de Melo (Recife, 17 de maio de 1894 — Natal, 19 de agosto de 1974) foi um político brasileiro, interventor federal no Rio Grande do Norte entre 1946 e 1947.
Filho de João Bezerra de Melo e Idalina Bezerra de Melo, transferiu-se em 1905 com a família para Natal, onde fez seus estudos primários no Colégio Santo Antônio e secundários no Ateneu Norte-Riograndense.
Foi funcionário do Departamento dos Correios e Telégrafos, ingressando em 1917 na Inspetoria Federal de Obras contra as Secas, onde trabalhou até 1927, chegando a desempenhar as funções de pagador. Em outubro de 1930, com o advento do movimento revolucionário que levou Getúlio Vargas ao poder, foi escolhido para presidir o Banco do Rio Grande do Norte.
Industrial, entre 1939 e 1945 foi membro do Conselho Administrativo do Estado, órgão colegiado que substituiu a Assembléia Legislativa durante o Estado Novo (1937-1945). Em fevereiro de 1946 foi nomeado interventor federal no Rio Grande do Norte em substituição ao desembargador Miguel Seabra Fagundes. Arrecadou a maior receita financeira até então recolhida no Rio Grande do Norte e em janeiro de 1947 deixou a interventoria, sendo substituído pelo general Orestes da Rocha Lima.
No pleito de outubro de 1954, elegeu-se deputado estadual no Rio Grande do Norte na legenda do Partido Social Democrático (PSD), assumindo o mandato em fevereiro do ano seguinte. De 1954 a 1955, foi membro do conselho consultivo do Banco do Nordeste. Foi primeiro vice-presidente da Assembléia Legislativa de 1955 a 1956 e encerrou seu mandato em janeiro de 1959, quando deixou a carreira política.
Ubaldo Melo foi ainda diretor do Lloyd Brasileiro em Natal, diretor-presidente da Caixa Econômica Federal naquela cidade. Como empresário, foi diretor da firma Bezerra & Cia., pioneira na indústria açucareira potiguar, sendo responsável pela instalação das usinas Ilha Bela e Santa Teresinha no vale do Ceará-Mirim.